# Orthonevra aenethorax
Orthonevra aenethorax är en tvåvingeart som beskrevs av Kohli, Kapoor och Gupta 1988. Orthonevra aenethorax ingår i släktet glansblomflugor, och familjen blomflugor. Inga underarter finns listade i Catalogue of Life.